# 야망의 땅
《야망의 땅》은 1985년 3월 3일에 MBC TV에서 방영되었던 베스트셀러극장이다.

## 줄거리
시골 출신에 이른바 삼류대학 졸업자로 취직을 하기 위해 20번이 넘게 이력서를 쓴 박대성(전인택)은 굴지의 재벌그룹에 취직하게 된다. 입사시험을 볼 때 답안지 뒷면에 회장 앞으로 장문의 편지를 쓴 게 눈에 들게 되었기 때문인데, 그 내용은 그룹을 침체에서 벗어나게 할 수 있다는 운영계획서였다. 취직에 성공한 대성은 떠나간 애인에게 본때를 보여주기 위해 이를 악물고 일에 전념하는데...

## 출연
- 전인택
- 김인태
- 조한려
- 남영진
- 송옥숙
- 이영후
- 김기일
- 양택조
- 박종관
- 정승현
- 오세장
- 차윤회
- 김영인
- 문회원
- 나성균
- 김호영
- 서영애
- 전희룡
- 이원재
- 문창근
- 강용규
- 오현섭
- 천호진
- 조병완
- 김주영
- 노경주
- 전신희
- 허윤정